# Eucalyptus albens
Eucalyptus albens conocido en inglés como white box, es una especie de eucalipto perteneciente a la familia de las mirtáceas.

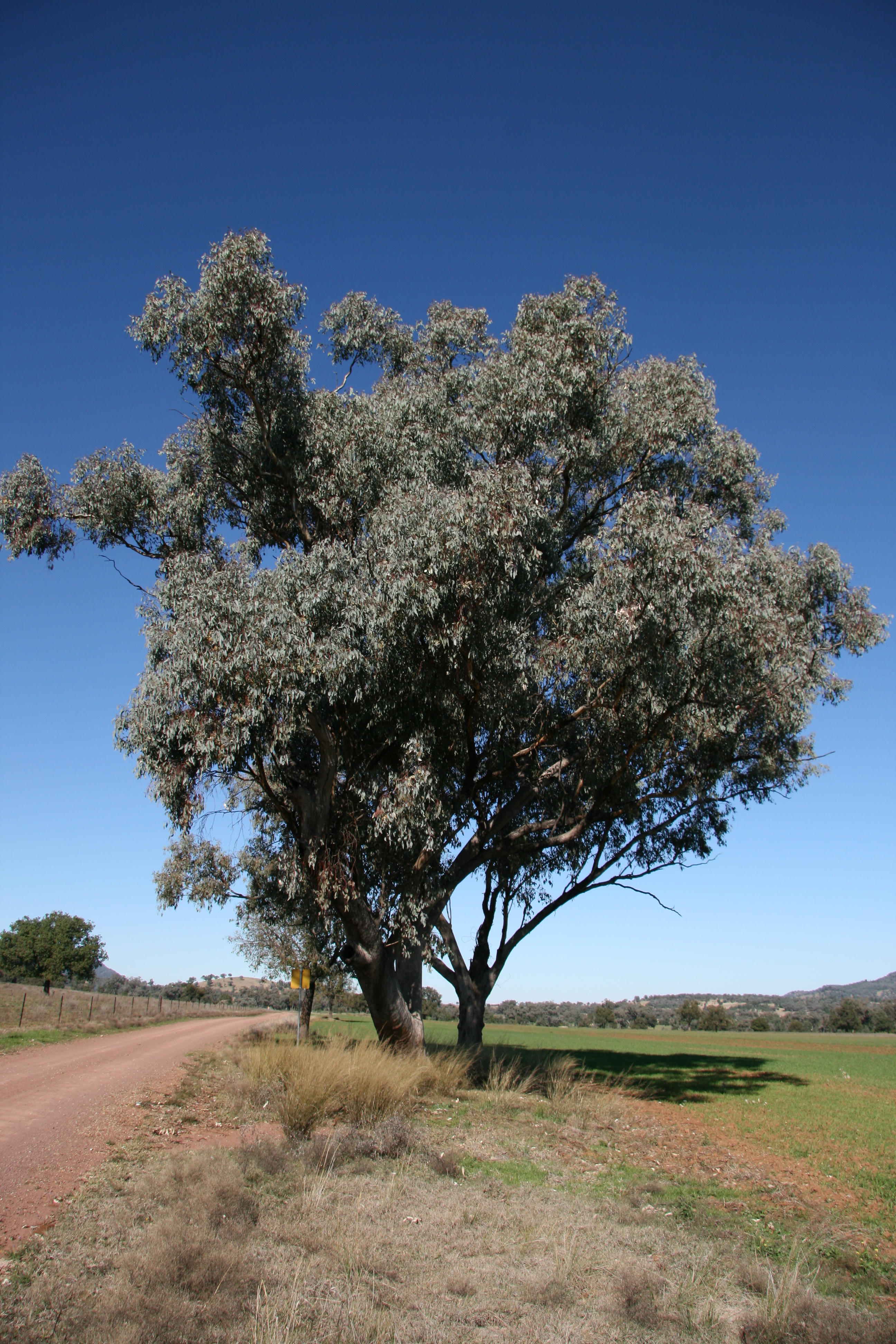
Vista del árbol

## Distribución y hábitat
Es un árbol común de  eucalipto en las cuestas occidentales y planicies de Nueva Gales del Sur y áreas adyacentes en Queensland y Victoria. Una población crece en el sur de los Montes Flinders en Australia Meridional.

## Descripción
Crece a una altura de 25 metros,  tiene una copa extendida ramificada con un tronco recto hasta alrededor de la mitad de su altura total. Su tronco puede alcanzar 0,5 metros  de diámetro a la altura del pecho. Su fibrosa corteza es de color gris pálido. Las hojas juveniles son redondas y pálidos. Las flores blancas aparecen en el otoño de marzo a mayo. 

## Usos
Eucalyptus albens es un árbol de los bosques de eucaliptos en las llanuras cubiertas de hierba o zonas de pendiente suave.
La madera pesada y dura se utiliza para traviesas de ferrocarril y cercas mensajes. Las flores producen néctar para la industria de la miel.

## Especies relacionadas
Se asocia con (E. conica),  (E. melliodora), (E. pilligaensis), (E. sideroxylon),  (E. crebra), (E. blakelyi),  (Angophora),  (Callitris endlicheri),  (Callitris glaucophylla),  (Brachychiton populneus) y especies de (Acacia).

## Taxonomía
Eucalyptus albens fue descrita por George Bentham y publicado en Flora Australiensis: a description . . . 3: 219. 1867.
Etimología
Eucalyptus: nombre genérico que proviene del griego antiguo: eû = "bien, justamente" y kalyptós = "cubierto, que recubre". En Eucalyptus L'Hér., los pétalos, soldados entre sí y a veces también con los sépalos, forman parte del opérculo, perfectamente ajustado al hipanto, que se desprende a la hora de la floración.
albens: epíteto latíno que significa "blanquecino".
 Sinonimia
- Eucalyptus hemiphloia var. albens (Benth.) Maiden, Forest Fl. N.S.W. 1: 131 (1904).
- Eucalyptus hemiphloia var. albens C.Moore & Betche, Handb. Fl. N.S.W.: 201 (1893), nom. inval.
- Eucalyptus albens var. elongata Blakely, Key Eucalypts: 237 (1934).[7][8]

## Bibliograría
- «Eucalyptus albens». PlantNET - NSW Flora Online. Consultado el 22 de marzo de 2010.
- A Field Guide to Eucalypts - Brooker & Kleinig volume 1, ISBN 0-909605-62-9 page247